# Niviventer rapit
Niviventer rapit — вид пацюків (Rattini), ендемік високогір'я острова Борнео (Індонезія та Малайзія).

## Морфологічна характеристика
Довжина голови й тулуба від 130 до 167 мм, довжина хвоста від 205 до 270 мм, довжина лапи від 30 до 38 мм, довжина вуха від 18 до 25 мм, вага до 129 грамів. Волосяний покрив щільний і колючий. Колір верхніх частин червонувато-вохристий, посипаний довгими чорними волосками, особливо вздовж спини, а черевні частини блідо-кремові. Лінія поділу вздовж флангів чітка. Зовнішня частина лап коричнева, а боки, передні лапи і пальці білі. Лапи довгі й тонкі. Хвіст значно довший за голову і тулуб, темно-коричневий зверху, білий знизу і з кінцевим пучком. 2n = 46, FN = 54–60.

## Середовище проживання
Населяє ліси та чагарники на висоті 940–3360 метрів.

## Спосіб життя
Це нічний вид, активний на невеликих деревах.